# 行政刷新会議
行政刷新会議（ぎょうせいさっしんかいぎ、Government Revitalization Unit）は、内閣府に設置されていた機関。2009年の民主党政権によって設置され、2012年に同党が下野すると廃止された。

## 概説
民主党が第45回衆議院議員総選挙において示した政権構想において官邸主導、政治の一元化を目指すための骨格組織のうちの一つとされ2009年9月16日の鳩山由紀夫内閣発足後、内閣官房に設置された「国家戦略室」、関係閣僚による「閣僚委員会」と並び鳩山由紀夫内閣の政治主導を実現する組織として閣議決定により設置に至った。構想自体は初のマニフェスト選挙といわれた第43回衆議院議員総選挙の際に、党の政権準備委員会が打ち出した政権構想の際から打ち出されていた。
鳩山由紀夫内閣発足2日後の2009年9月18日に閣議決定を行い、法律上の根拠を持たせるまでの暫定措置として、「国民的な観点から、国の予算、制度その他国の行政全般の在り方を刷新するとともに、国、地方公共団体及び民間の役割の在り方の見直しを行うため、内閣府に行政刷新会議を設置する」と決定した。
2011年11月20日から国の重要政策の問題点を公開で議論するという「提言型政策仕分け」が始まった。政策決定権はなく改革を進めるに当たっての検討の支点や方向性を整理するものと位置づけられている。23日まで4日間の日程で行われた。
しかし、第46回衆議院議員総選挙の結果によって民主党が下野し、政権復帰した自由民主党による第2次安倍内閣が発足した2012年12月26日深夜の初閣議により、当会議は廃止が決定された。

## 法律上の根拠
閣議決定によって設置されたが、法律上の根拠を持たせるための法改正が検討されていた。
内閣府設置法を改正して法律上の根拠を持たせるための法案として、「政府の政策決定過程における政治主導の確立のための内閣法等の一部を改正する法律案」を2010年2月5日に閣議決定し、同日国会に提出したが、第22回参議院議員通常選挙において与党が過半数割れとなったため成立が困難となり、2011年5月12日に衆議院において撤回が許諾され廃案となっている。
同改正法案では、「国民の視点に立って行う国の行政に関する予算及び制度その他国の行政全般の在り方の刷新並びにこれに伴い必要となる、国、地方公共団体及び民間の役割の在り方の見直し」を「行政の刷新」と定義し、「行政の刷新に関する施策の実施の推進及び関係行政機関の事務の連絡調整に関すること」を内閣府の所掌の中に含めた。
また、行政刷新会議の任務として、次の事項を定めた。
- 内閣総理大臣の諮問に応じて行政の刷新に関する重要事項について調査審議すること
- 行政の刷新に関する重要事項に関し、内閣総理大臣に意見を述べること
- 行政の刷新に関する重要事項に関する施策の実施を推進すること

## 構成
議長は内閣総理大臣が、副議長は行政刷新担当大臣がそれぞれ務める。その他に、内閣総理大臣が指名する者や有識者を構成員として組織する。必要に応じて分科会を置くこともできる。
|        | 氏名       | 役職                                                   |
| ------ | ---------- | ------------------------------------------------------ |
| 議長   | 野田佳彦   | 内閣総理大臣                                           |
| 副議長 | 岡田克也   | 内閣府特命担当大臣                                     |
| 議員   | 藤村修     | 内閣官房長官                                           |
| 議員   | 前原誠司   | 国家戦略担当大臣                                       |
| 議員   | 城島光力   | 財務大臣                                               |
| 議員   | 樽床伸二   | 総務大臣                                               |
| 議員   | 岡素之     | 住友商事株式会社相談役                                 |
| 議員   | 小幡純子   | 上智大学法科大学院教授                                 |
| 議員   | 葛西敬之   | JR東海会長                                             |
| 議員   | 片山善博   | 前総務大臣、慶應義塾大学教授                           |
| 議員   | 加藤秀樹   | 行政刷新会議事務局長、構想日本代表                     |
| 議員   | 古賀伸明   | 日本労働組合総連合会会長                               |
| 議員   | 松井孝典   | 東京大学名誉教授、千葉工業大学惑星探査研究センター所長 |
| 議員   | 茂木友三郎 | キッコーマン株式会社取締役名誉会長 取締役会議長        |
| 議員   | 吉川廣和   | DOWAホールディングス株式会社相談役                     |

### 歴代担当大臣
| 代 | 氏名                               | 氏名                               | 内閣                               | 内閣                               | 就任日                             | 退任日                             |
| 内閣府特命担当大臣（行政刷新担当）                                                                                               | 内閣府特命担当大臣（行政刷新担当） | 内閣府特命担当大臣（行政刷新担当） | 内閣府特命担当大臣（行政刷新担当） | 内閣府特命担当大臣（行政刷新担当） | 内閣府特命担当大臣（行政刷新担当） | 内閣府特命担当大臣（行政刷新担当） |
| --- | ---------------------------------- | ---------------------------------- | ---------------------------------- | ---------------------------------- | ---------------------------------- | ---------------------------------- |
| 1 |                                    | 仙谷由人                           | 鳩山由紀夫内閣                     | 鳩山由紀夫内閣                     | 2009年9月16日                      | 2010年2月10日                      |
| 2 |                                    | 枝野幸男                           | 鳩山由紀夫内閣                     | 鳩山由紀夫内閣                     | 2010年2月10日                      | 2010年6月8日                       |
| 3 |                                    | 村田蓮舫                           | 菅直人内閣                         | 菅直人内閣                         | 2010年6月8日                       | 2011年6月27日                      |
| 3 | 第1次改造内閣                      | 村田蓮舫                           |                                    |                                    | 2010年6月8日                       | 2011年6月27日                      |
| 3 | 第2次改造内閣                      | 村田蓮舫                           |                                    |                                    | 2010年6月8日                       | 2011年6月27日                      |
| 4 |                                    | 枝野幸男                           | 2011年6月27日                      | 2011年9月2日                       |                                    |                                    |
| 5 |                                    | 村田蓮舫                           | 野田内閣                           | 野田内閣                           | 2011年9月2日                       | 2012年1月13日                      |
| 内閣府特命担当大臣（行政刷新担当）兼 国務大臣（行財政の抜本的見直しを推進するため企画立案 及び行政各部の所管する事務の調整担当） |                                    |                                    |                                    |                                    |                                    |                                    |
| 6 |                                    | 岡田克也                           | 野田内閣                           | 第1次改造内閣                      | 2012年1月13日                      | 2012年6月4日                       |
| 6 |                                    | 岡田克也                           | 第2次改造内閣                      | 2012年6月4日                       | 2012年10月1日                      |                                    |
| 6 |                                    | 岡田克也                           | 第3次改造内閣                      | 2012年10月1日                      | 2012年12月26日                     |                                    |

## 事務局

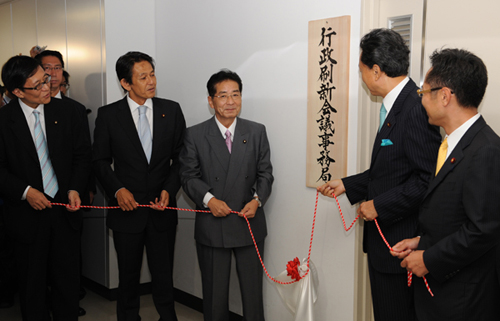
内閣府行政刷新会議事務局の看板除幕式（2009年9月18日、内閣府庁舎にて）

行政刷新会議の事務は内閣府設置法を根拠に内閣府が行うこととされ、2009年9月18日の会議設置にあわせて内閣府に事務局が設置された。
事務局に使われる机は普通の事務机とは異なり、120度の角度がついた「ブーメラン型」の変わった机を使用している。価格は椅子と机のセットで16万6215円であり、購入時に財務省側は「刷新会議設置の趣旨に反するのではないか、各省庁にも余った机と椅子はある。」という声に対し、行政刷新会議事務局側は「スタッフ同士のコミュニケーションがとりやすい」と反論したため結局、国家戦略室分も含め、計82セット、1362万9630円で購入。

### 事務局長
| 氏名     | 就任年月日    | 備考                                  |
| -------- | ------------- | ------------------------------------- |
| 加藤秀樹 | 2009年9月18日 | 東京財団理事長 元大蔵省大臣官房企画官 |

## 分科会

### 規制・制度改革に関する分科会
「行政刷新会議の設置について」（2009年9月18日閣議決定）5に基づき、規制・制度改革に関する調査を行う目的で、2010年3月11日行政刷新会議において設置された分科会。

### 公共サービス改革分科会
「行政刷新会議の設置について」（2009年9月18日閣議決定）5に基づき、広義の公共サービス改革を推進する目的で、2010年9月30日行政刷新会議において設置された分科会。

### 独立行政法人改革に関する分科会
「行政刷新会議の設置について」（2009年9月18日閣議決定）5に基づき、独立行政法人の制度・組織の見直しに係る検討を行う目的で、2011年9月15日行政刷新会議において設置された分科会。

## 事業仕分け
- 事業仕分け第1弾：2009年（平成21年）11月11日-13日、16日-17日、24日-27日の9日間
  - 国（省庁）が行う449事業が対象[12]
- 事業仕分け第2弾前半：2010年（平成22年）4月23日・26日・27日・28日の4日間
  - 48独立行政法人が行う152事業が対象[13]
- 事業仕分け第2弾後半：2010年（平成22年）、5月20日・21日・24日・25日の4日間
  - 67公益法人と3特別民間法人計70法人が行う82事業が対象[注釈 1]
- 事業仕分け第3弾：2010年（平成22年）10月27-30日、11月15-18日の8日間（予定）
  - 18特別会計の51勘定の事業と資金の流れが対象[14][15]

## 国民及び職員からの意見聴取
2009年11月30日付行政刷新会議決定に基づき、広く国民及び職員から、国の行政の無駄、非効率、不透明な取り決め等を聴取する目的で内閣府に設置された意見聴取窓口。